# Drusa (oftalmologia)
Les druses són petites acumulacions grogues o blanques de material extracel·lular que s'acumulen entre la membrana de Bruch i l'epiteli pigmentari de la retina de l'ull. La presència d'unes quantes druses petites ("dures") és normal amb l'avançament de l'edat, i la majoria de les persones de més de 40 anys tenen alguns druses durs. Tanmateix, la presència de druses més grans i nombroses a la màcula és un signe precoç comú de la degeneració macular associada a l'edat (DMAE).

## Galeria

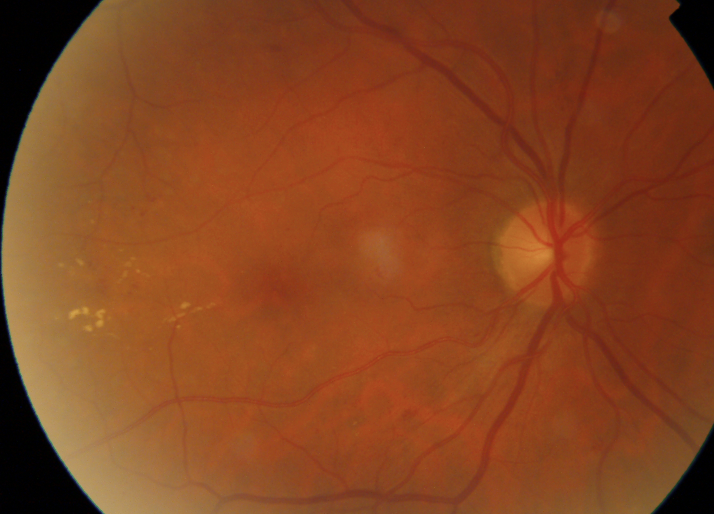
Druses dures al fons de l'ull dret (acumulació de color groc a l'esquerra de la imatge). Home de 63 anys amb diabetis.
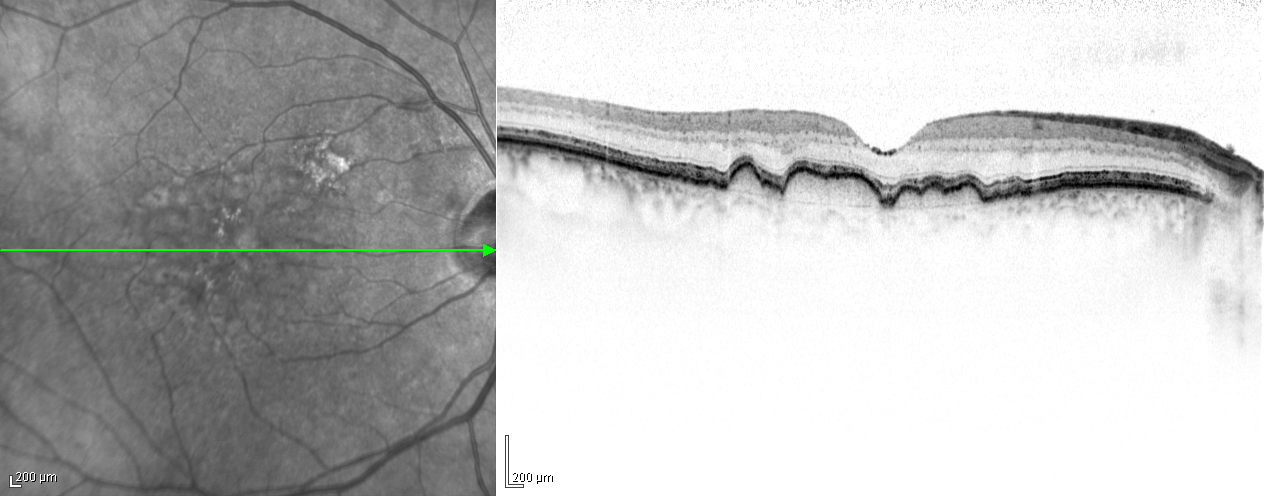
Druses vistes amb OCT